# Evangelischer Friedhof Naßwald

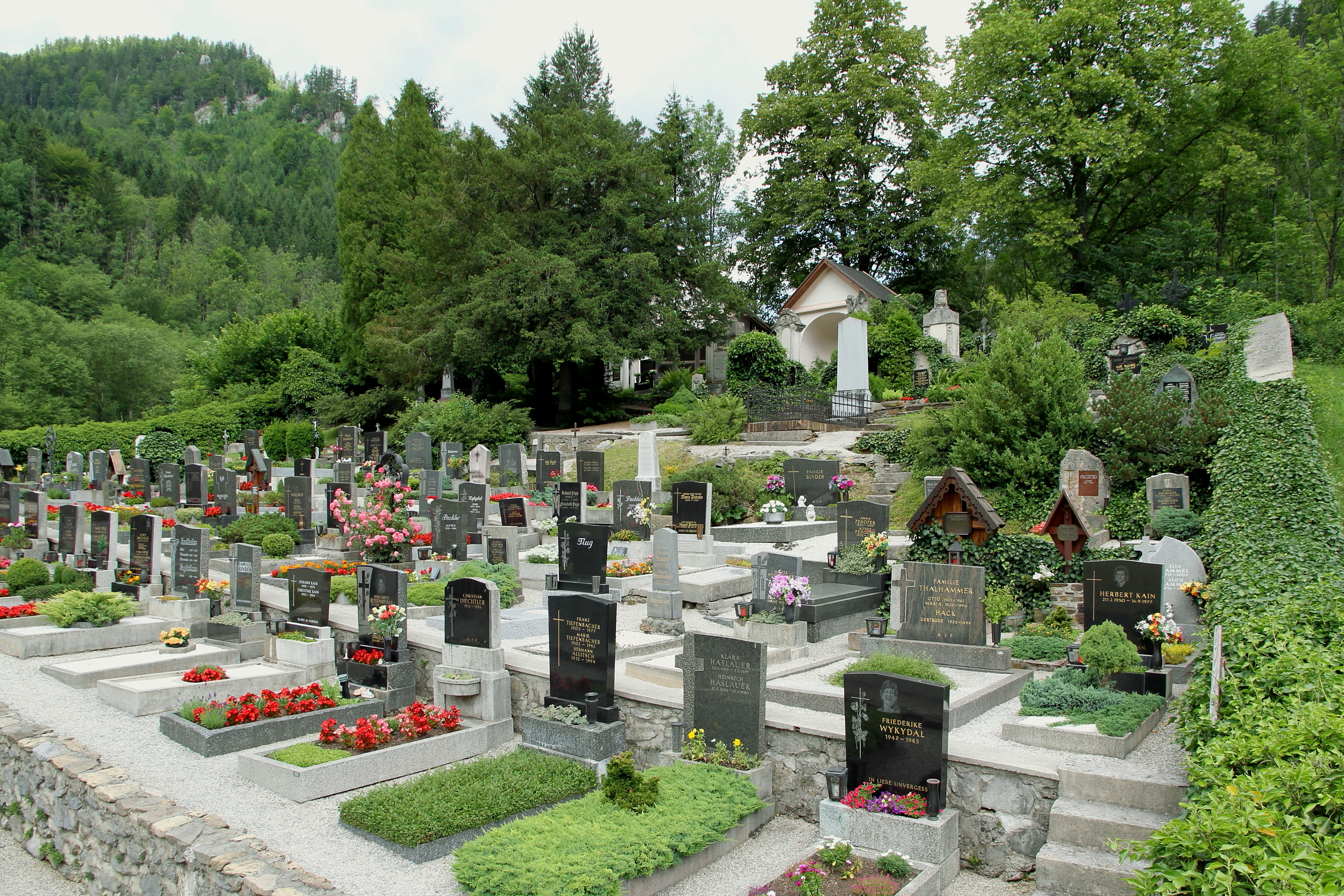
Evangelischer Friedhof in Naßwald

Der Evangelische Friedhof Naßwald befindet sich am nördlichen Ortsrand von Naßwald in der Marktgemeinde Schwarzau im Gebirge im Bezirk Neunkirchen in Niederösterreich. Der Friedhof steht unter Denkmalschutz (Listeneintrag).

## Geschichte
Der evangelische Friedhof wurde unter Georg Huebmer im Jahr 1833 angelegt. Die Kapelle entstand um 1833.

## Beschreibung
Die Kapelle ist eine übergiebelte Korbbogenkonche mit flankierenden Halbsäulen mit einem Gusseisenkruzifix auf einem Steinpostament im Inneren.
Es gibt ein Familiengrabmal der Familie Huebmer.